# Augustinern 4 (Quedlinburg)
Das Haus Augustinern 4 war ein denkmalgeschütztes Gebäude in der Stadt Quedlinburg in Sachsen-Anhalt.
Es befand sich im nördlichen Teil der historischen Quedlinburger Neustadt und gehörte zum UNESCO-Weltkulturerbe. Im Quedlinburger Denkmalverzeichnis war es als Wohnhaus eingetragen. An seiner Stelle befindet sich heute ein Neubau.

## Architektur und Geschichte

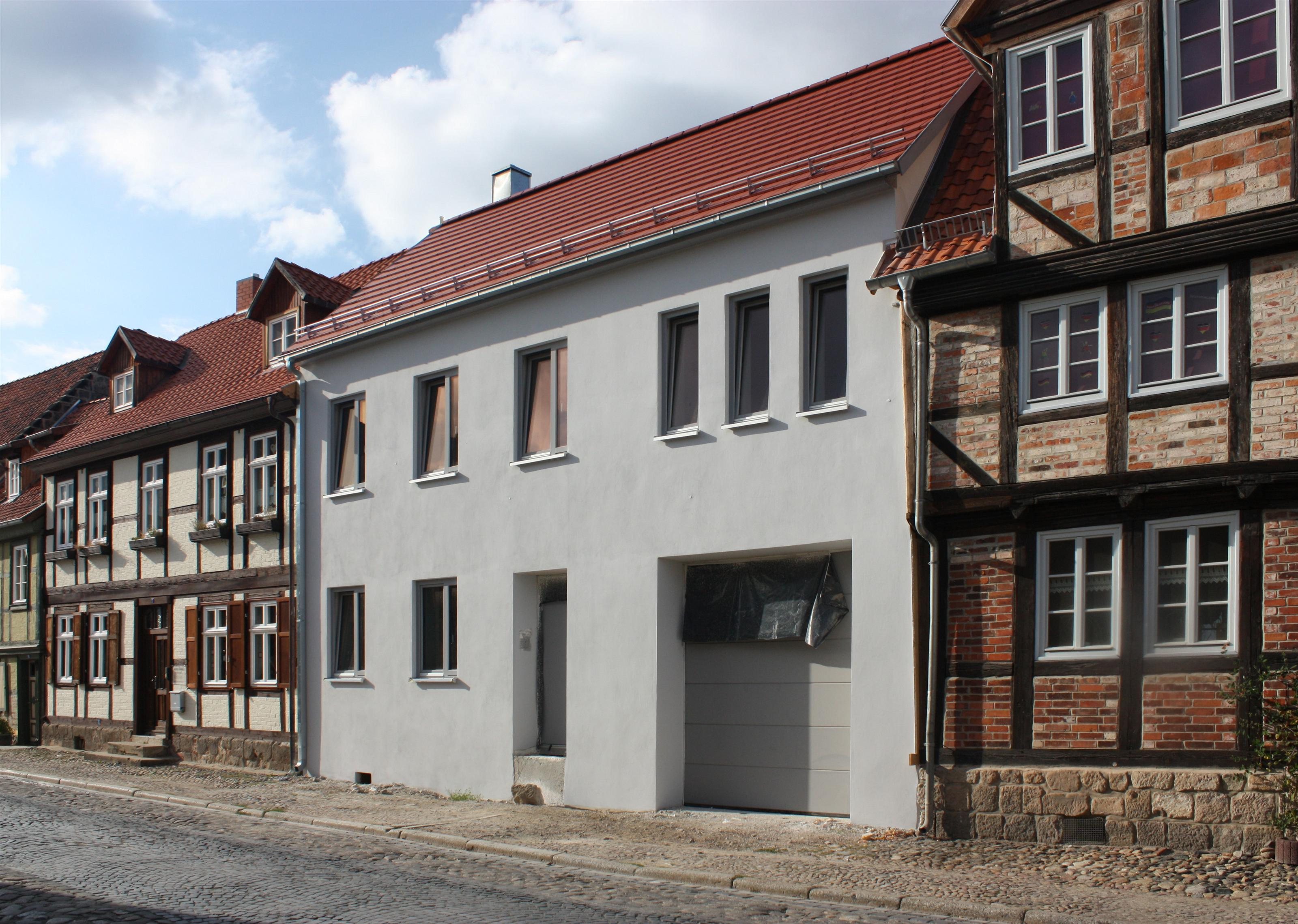
Ersatzneubau Augustinern 3 und 4, 2012

Das dreigeschossige Fachwerkhaus stammte aus der Zeit um 1780. Der schlichte Bau wurde in der zweiten Hälfte des 19. Jahrhunderts umgestaltet. Die Fassade wurde verputzt. Auch die Haustür stammte aus dieser Zeit.
Durch fahrlässige Brandstiftung brannte das Gebäude am Abend des 21. Juni 2010 aus. Vor dem Haus Augustinern 3 stehender Sperrmüll war in Brand geraten. Der Brand dehnte sich auf die Fassade der Hausnummer 3 aus und erfasste auch die Fassade von Augustinern 4. Sodann griff der Brand auch auf das Innere der Gebäude über. Auch das Dach und ein Fenster des Gebäudes Augustinern 2 sowie die Dachtraufe von Augustinern 5 wurden erfasst. Die Häuser 3 und 4 konnten von der Feuerwehr, die mit 75 Feuerwehrmännern vor Ort war, nicht vor der Zerstörung bewahrt werden. Heute befindet sich an dieser Stelle ein Ersatzneubau, der die Grundstücke Augustinern 3 (welches ebenfalls bei diesem Brand zerstört wurde) und 4 umfasst.